# Somatochlora
Somatochlora là một chi chuồn chuồn ngô thuộc họ Corduliidae. 

## Các loài
- Somatochlora albicincta (Burmeister, 1839) - Ringed Emerald
- Somatochlora alpestris (Selys, 1840) - Alpine Emerald[2]
- Somatochlora arctica (Zetterstedt, 1840) - Northern Emerald[2][3]
- Somatochlora borisi Marinov, 2001 - Bulgarian Emerald[2]
- Somatochlora brevicincta Robert, 1954 - Quebec Emerald
- Somatochlora calverti Williamson & Gloyd, 1933 - Calvert's Emerald
- Somatochlora cingulata (Selys, 1871)- Lake Emerald
- Somatochlora clavata Oguma, 1922
- Somatochlora daviesi Lieftinck, 1977
- Somatochlora dido Needham, 1930
- Somatochlora elongata (Scudder, 1866)- Ski-tipped Emerald
- Somatochlora ensigera Martin, 1907 - Plains Emerald
- Somatochlora filosa (Hagen, 1861)- Fine-lined Emerald
- Somatochlora flavomaculata (Vander Linden, 1825) - Yellow-Spotted Emerald[2]
- Somatochlora forcipata (Scudder, 1866) - Forcipate Emerald
- Somatochlora franklini (Selys, 1878)- Delicate Emerald
- Somatochlora georgiana Walker, 1925 - Coppery Emerald
- Somatochlora graeseri Selys, 1887
- Somatochlora hineana Williamson, 1931 - Hine's Emerald
- Somatochlora hudsonica (Hagen in Selys, 1871) - Hudsonian Emerald
- Somatochlora incurvata Walker, 1918 - Incurvate Emerald
- Somatochlora japonica Matsumura, 1911
- Somatochlora kennedyi Walker, 1918 - Kennedy's Emerald
- Somatochlora linearis (Hagen, 1861) - Mocha Emerald
- Somatochlora lingyinensis Zhou & Wa, 1979
- Somatochlora margarita Donnelly, 1962 - Texas Emerald
- Somatochlora meridionalis Nielsen, 1935 - Balkan Emerald[2]
- Somatochlora metallica (Vander Linden, 1825) - Brilliant Emerald[2][3]
- Somatochlora minor Calvert, 1898- Ocellated Emerald
- Somatochlora nepalensis Asahina, 1982
- Somatochlora ozarkensis Bird, 1933 - Ozark Emerald
- Somatochlora provocans Calvert, 1903 - Treetop Emerald
- Somatochlora sahlbergi Trybom, 1889 - Treeline Emerald
- Somatochlora semicircularis (Selys, 1871) - Mountain Emerald
- Somatochlora septentrionalis (Hagen, 1861) - Muskeg Emerald
- Somatochlora shanxiensis Zhu & Zhang, 1999
- Somatochlora tenebrosa (Say, 1840) - Clamp-tipped Emerald
- Somatochlora uchidai Förster, 1909
- Somatochlora viridiaenea (Uhler, 1858)
- Somatochlora walshii (Scudder, 1866) - Brush-tipped Emerald
- Somatochlora whitehousei Walker, 1925- Whitehouse's Emerald
- Somatochlora williamsoni Walker, 1907 - Williamson's Emerald

## Hình ảnh

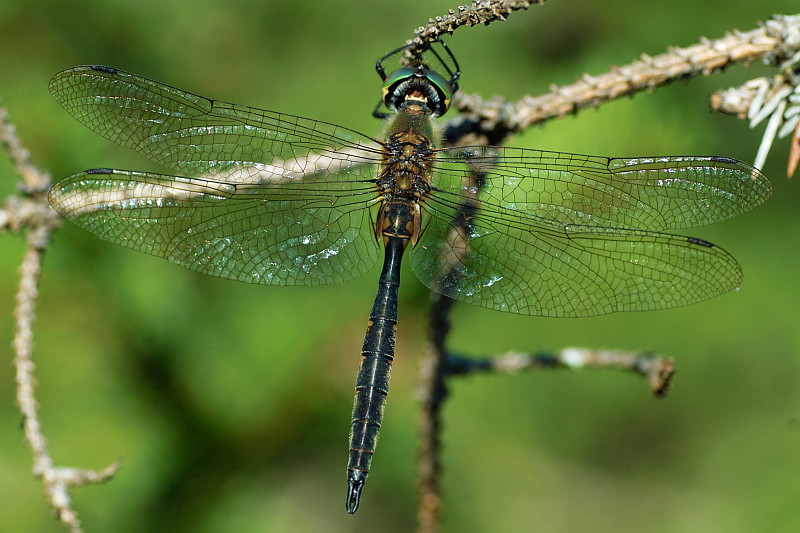
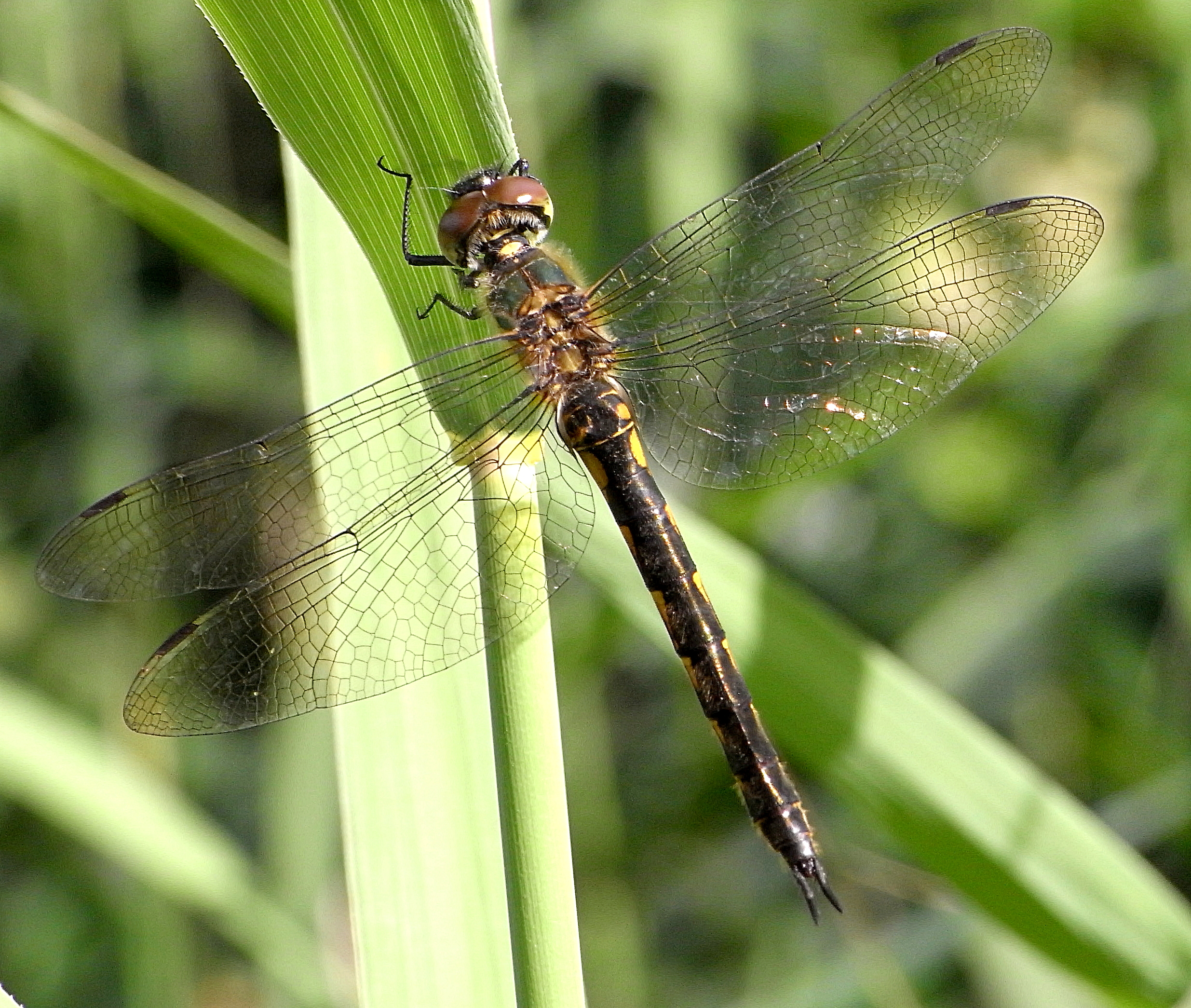
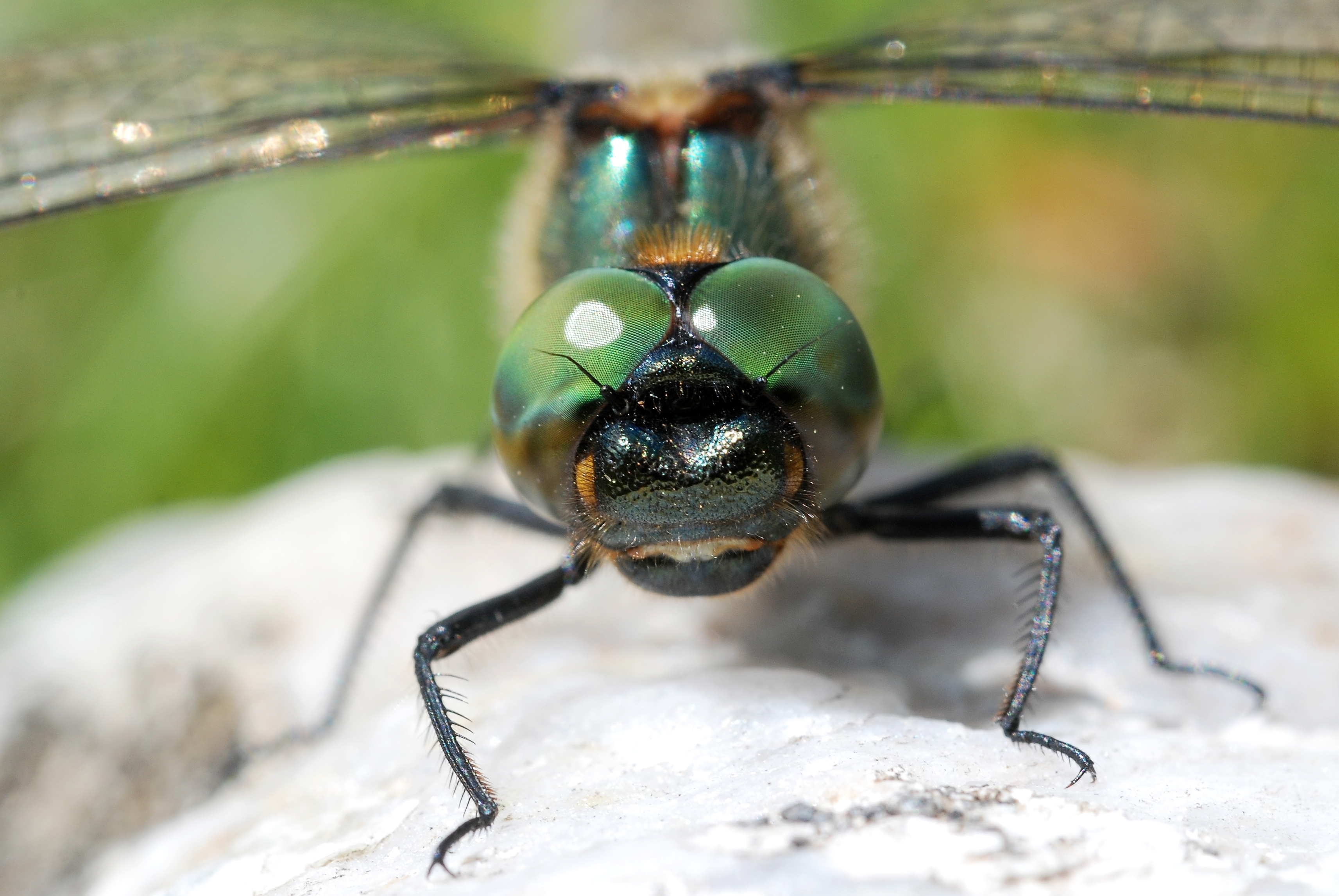
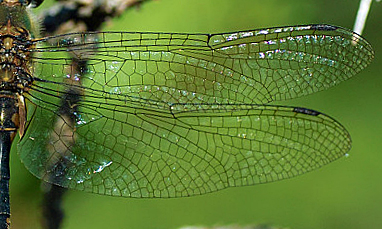